# Daniel Sharpe
Daniel Sharpe (Marylebone, Londres, 6 de Abril de 1806 — Londres, 31 de Maio de 1856) foi um comerciante britânico, com negócios em Portugal, que se dedicou à geologia, com destaque para o estudo da paleontologia e em especial da paleobotânica. Estudou diversas cadeias montanhosa na Grã-Bretanha e em outras regiões da Europa, tendo publicado importantes conclusões, em muitos casos pioneiras, sobre a clivagem em rochas. Daniel Sharpe foi "o geólogo estrangeiro a quem a geologia portuguesa mais deve" e a quem é atribuída a introdução dos estudos de paleontologia em Portugal. Foi sócio (fellow) da Royal Society of London.

## Biografia
Daniel Sharpe nasceu em Marylebone, Londres. A sua mãe era irmã do poeta Samuel Rogers. Uma irmã de Daniel, Mary, casou com o jurista e artista Edwin Wilkins Field.
Quando tinha 16 anos de idade foi contratado para trabalhar nos serviços de contabilidade de um comerciante português em Londres. Aos 25 anos de idade, depois de passar um ano em Portugal, juntou-se a seu irmão mais velho como sócio de uma empresa comercial em Portugal.
Como geólogo, as suas investigações iniciaram-se em Portugal, no período de 1832 a 1840, com a realização de trabalhos nos arredores de Lisboa e Porto, elaborando os primeiros mapas geológicos daquelas regiões, para as quais descreveu a estrutura geológica. A partir dessas observações publicou numerosos trabalhos com diversas referências à geologia e paleontologia portuguesas. Descreveu fósseis de São Pedro da Cova, Valongo e das formações do período secundário ao norte do Tejo, onde identificou e descreveu diversas espécies novas.
Também estudou as rochas do Silúrico do Lake District e do norte de Gales (1842-1844) e estudou as estruturas dos Alpes (1854-1855). Foi eleito sócio da Royal Society of London em 1850.
Publicou diversos ensaios sobre a clivagem das formações rochosas (1847-1852),demonstrando a partir da deformação dos restos orgânicos contidos nas rochas que a direcção e sentido das forças de pressão que produzem o enrugamento das camadas rochosas são perpendiculares aos planos de clivagem.
A maior parte das suas publicações saíram no Quarterly Journal of the Geological Society, mas o seu artigo "On the Arrangement of the Foliation and Cleavage of the Rocks of the North of Scotland" foi publicado no Philosophical Transactions of the Royal Society em 1852.
Também é autor de uma obra intitulada Monograph on the Cephalopoda of the Chalk, publicada pela Palaeontographical Society (1853-1857). Em 1856 foi eleito presidente da Geological Society of London, da qual já havia sido vice-presidente, mas faleceu naque lesmo ano, vítima de ferimentos sofridos num acidente equestre.
Em Portugal relacionou-se com Carlos Ribeiro, que conhecera no Buçaco, resultando uma profícua colaboração que contribuiu para estabelecer as bases da estratigrafia portuguesa.